# Piatra, Maramureș
Piatra este un sat în comuna Remeți din județul Maramureș, Transilvania, România.

## Istoric
Prima atestare documentară: 1956.  , 

## Etimologie
Etimologia numelui localității: dintr-un nume topic Piatra (< apelativul piatră "rocă solidă" < lat. petra). 

## Demografie
La recensământul din 2011, populația era de 379 locuitori, majoritatea maghiari. 